# Dzmitry Klimovich
Dzmitry Ramualdavich Klimovich (tiếng Belarus: Дзмітрый Рамуальдавіч Клімовіч; tiếng Nga: Дмитрий Климович (Dmitri Klimovich); sinh 9 tháng 2 năm 1984) là một hậu vệ bóng đá Belarus, thi đấu cho Torpedo-BelAZ Zhodino.

## Danh hiệu
BATE Borisov
- Vô địch Giải bóng đá ngoại hạng Belarus: 2006
- Vô địch Cúp bóng đá Belarus: 2005–06

Gomel
- Vô địch Siêu cúp bóng đá Belarus: 2012

Zimbru Chișinău
- Vô địch Cúp bóng đá Moldova: 2013–14
- Vô địch Siêu cúp bóng đá Moldova: 2014